# Aubevoye
Aubevoye és un municipi francès situat al departament de l'Eure i a la regió de Normandia. L'any 2007 tenia 4.412 habitants.

## Demografia

### Població
El 2007 la població de fet d'Aubevoye era de 4.412 persones. Hi havia 1.616 famílies, de les quals 348 eren unipersonals (157 homes vivint sols i 191 dones vivint soles), 443 parelles sense fills, 635 parelles amb fills i 190 famílies monoparentals amb fills.
La població ha evolucionat segons el següent gràfic:
Habitants censats

### Habitatges
El 2007 hi havia 1.729 habitatges, 1.661 eren l'habitatge principal de la família, 25 eren segones residències i 43 estaven desocupats. 1.262 eren cases i 458 eren apartaments. Dels 1.661 habitatges principals, 866 estaven ocupats pels seus propietaris, 760 estaven llogats i ocupats pels llogaters i 35 estaven cedits a títol gratuït; 39 tenien una cambra, 113 en tenien dues, 328 en tenien tres, 563 en tenien quatre i 617 en tenien cinc o més. 1.289 habitatges disposaven pel capbaix d'una plaça de pàrquing. A 873 habitatges hi havia un automòbil i a 583 n'hi havia dos o més.

### Piràmide de població
La piràmide de població per edats i sexe el 2009 era:
| Homes | Edats   | Dones |
| ----- | ------- | ----- |
| 0     | 95 o +  | 2     |
| 1     | 90 a 94 | 4     |
| 12    | 85 a 89 | 18    |
| 16    | 80 a 84 | 16    |
| 33    | 75 a 79 | 63    |
| 63    | 70 a 74 | 62    |
| 63    | 65 a 69 | 78    |
| 73    | 60 a 64 | 66    |
| 81    | 55 a 59 | 64    |
| 132   | 50 a 54 | 117   |
| 167   | 45 a 49 | 161   |
| 110   | 40 a 44 | 210   |
| 132   | 35 a 39 | 106   |
| 117   | 30 a 34 | 145   |
| 181   | 25 a 29 | 148   |
| 122   | 20 a 24 | 113   |
| 157   | 15 a 19 | 142   |
| 157   | 10 a 14 | 195   |
| 149   | 5 a 9   | 153   |
| 116   | 0 a 4   | 138   |

## Economia
El 2007 la població en edat de treballar era de 2.887 persones, 2.084 eren actives i 803 eren inactives. De les 2.084 persones actives 1.866 estaven ocupades (978 homes i 888 dones) i 217 estaven aturades (95 homes i 122 dones). De les 803 persones inactives 219 estaven jubilades, 291 estaven estudiant i 293 estaven classificades com a «altres inactius».

### Ingressos
El 2009 a Aubevoye hi havia 1.773 unitats fiscals que integraven 4.802,5 persones, la mediana anual d'ingressos fiscals per persona era de 17.262 €.

### Activitats econòmiques
Dels 143 establiments que hi havia el 2007, 2 eren d'empreses extractives, 3 d'empreses alimentàries, 4 d'empreses de fabricació de material elèctric, 13 d'empreses de fabricació d'altres productes industrials, 25 d'empreses de construcció, 30 d'empreses de comerç i reparació d'automòbils, 12 d'empreses de transport, 5 d'empreses d'hostatgeria i restauració, 2 d'empreses d'informació i comunicació, 5 d'empreses financeres, 1 d'una empresa immobiliària, 20 d'empreses de serveis, 9 d'entitats de l'administració pública i 12 d'empreses classificades com a «altres activitats de serveis».
Dels 35 establiments de servei als particulars que hi havia el 2009, 1 era una oficina de correu, 4 tallers de reparació d'automòbils i de material agrícola, 1 taller d'inspecció tècnica de vehicles, 1 autoescola, 3 paletes, 4 guixaires pintors, 7 fusteries, 2 lampisteries, 2 electricistes, 4 empreses de construcció, 3 perruqueries, 2 restaurants i 1 tintoreria.
Dels 11 establiments comercials que hi havia el 2009, 1 era, 2 supermercats, 1 un supermercat, 2 fleques, 1 una botiga de congelats, 1 una llibreria, 1 una sabateria, 1 un drogueria i 1 una joieria.
L'any 2000 a Aubevoye hi havia 5 explotacions agrícoles.

## Equipaments sanitaris i escolars
Els 2 equipaments sanitaris que hi havia el 2009 eren farmàcies.
El 2009 hi havia 2 escoles maternals i 4 escoles elementals. Aubevoye disposava d'un col·legi d'educació secundària amb 549 alumnes.

## Poblacions més properes
El següent diagrama mostra les poblacions més properes.